# Michail Viktorovič Popkov
Michail Viktorovič Popkov (rusky Михаил Викторович Попков, známý také pod přezdívkami Angarský maniak, Vlkodlak nebo Středeční vrah, protože většina těl jeho obětí byla nalezena ve středu; * 7. března 1964, Norilsk) je ruský sériový vrah, který mezi léty 1992 a 2010 spáchal v Irkutské oblasti, především ve městě Angarsku a jeho okolí, minimálně osmdesát vražd; jeho oběťmi bylo 79 žen a jeden milicionář (výraz milice, rusky милиция, byl do roku 2011 oficiálním názvem ruské policie; milicionář je tedy ekvivalentem českého „policista“). Popkov sám byl v 90. letech milicionářem v hodnosti mladšího seržanta (младший сержант), před svým odchodem od milice v roce 1998 spáchal některé zločiny v miliční uniformě a služebním autě. Byl zatčen v březnu 2012 poté, co bylo jeho DNA porovnáno se vzorky odebranými z jedné z jeho obětí, kterou zavraždil v roce 2003, a odsouzen ke dvěma doživotním trestům. Michail Popkov je sériovým vrahem s největším počtem obětí v Rusku.
Popkovovým případem se inspirují ruské televizní seriály Stín za zády (Тень за спиной, 2019) a Dobrý člověk (Хороший человек, 2020).

## Život
Michail Viktorovič Popkov se narodil 7. března 1964 v Norilsku. Od poloviny 90. let pracoval jako operativní dozorčí (оперативный дежурный) na 1. oddělení milice v Angarsku. Pro jeho přátelskou a vlídnou povahu mu kolegové přezdívali „Smíšek Míša“ (Миша-Улыбка) nebo „Míša-Gwynplaine“ (Миша-Гуинплен, podle postavy z románu Muž, který se směje Victora Huga). Věnoval se biatlonu a byl kandidátem na titul mistr sportu. K velkému překvapení kolegů dal od milice výpověď v roce 1998, když dosáhl hodnosti podporučíka (младший лейтенант милиции). Byl ženatý, jeho manželka Jelena pracovala také na milici na pasovém oddělení; na spolupracovníky působili jako „ideální rodina“. Popkov sám nicméně později řekl, že k vraždám ho přivedlo podezření, že je mu jeho manželka nevěrná – jednou při návratu z práce našel v odpadkovém koši použité kondomy. Chtěl původně zabít svou manželku, to ale neudělal, aby jeho dcera nepřišla o matku. Jak později při výslechu uvedl, každé ráno jako první věc zkontroloval, jestli v noci nezavraždil svou ženu. Kolegové ho hodnotili kladně jak z profesionálního, tak z osobního hlediska. Po večerech si také přivydělával jako taxikář. Po svém odchodu od milice pracoval pro soukromou bezpečnostní službu, kde byl naopak spolupracovníky hodnocen negativně (podle kolegů byl agresivní a nebyl spokojen s platem) a odkud odešel v roce 2011. Poté se živil jako taxikář a hrobník.

## Vraždy
Od listopadu 1994 do roku 2000 bylo v Angarsku spácháno 29 brutálních vražd mladých žen. Vyšetřovatelé zprvu připisovali nálezy mrtvých těl činnosti ruské mafie, která byla v Angarsku velmi rozšířená, a nevěnovali jim pozornost; mimo jiné i proto, že nechtěli zprávou o sériovém vrahovi přitáhnout pozornost Moskvy. Později bylo vzhledem k podobnostem v modu operandi a charakteristice obětí zjištěno, že jde o zločiny jediného sériového vraha.
Podle lékařských zpráv zločinec používal různé vražedné zbraně: sekyru, nůž, šídlo, šroubovák či škrtidlo, v některých případech použil postupně několik zbraní. Jednu z obětí například nejprve několikrát udeřil do hlavy kovovým předmětem, osmkrát ji bodl šroubovákem a pak jí způsobil několik bodnořezných poranění na tváři a krku. V devíti případech smrt obětí nastala po několika úderech sekyrou.
Popkov se sám na vyšetřování některých svých zločinů podílel nebo alespoň byl s vyšetřovateli v kontaktu jako jejich kolega. Při vraždách pečlivě odstraňoval všechny stopy, které by v té době mohly být využity (otisky prstů, vražedné nástroje apod.). Jedinou použitelnou stopou byly stopy pneumatik od vozu Lada Niva. Nepočítal také s analýzou DNA (do roku 2008 se v Rusku testy DNA při policejním vyšetřování kvůli vysoké ceně a nedostatku laboratoří používaly jen zřídka), takže ejakuloval do těl svých obětí a uchovaly se stopy spermatu. Právě tyto dvě stopy později vedly k jeho usvědčení: na základě pneumatik byli vytipováni podezřelí, kteří byli postupně prověřováni analýzou DNA.
S oběťmi, většinou dívkami, které se vracely v noci domů z návštěv, barů nebo koncertů, se seznamoval tak, že jim nabízel svezení, někdy dokonce přímo v miličním autě. Většině obětí bylo mezi 19 a 28 lety; jedné z nich bylo pouze patnáct let, čtyřem bylo mezi 35 a 40 lety. Všechny ženy byly střední výšky (155–170 cm) a měly sklon k nadváze. V několika případech zavraždil dvě dívky současně. Všechny oběti kromě jedné byly v době vraždy podnapilé a byly před smrtí znásilněny (Popkov sám, ačkoli se k vraždám přiznal, nicméně trvá na tom, že pohlavní styk byl ve všech případech dobrovolný); jediná oběť, která byla v době útoku střízlivá, znásilněna nebyla a vrah ji uškrtil šátkem a poté již mrtvé tělo pobodal nožem. Tělo jedné z obětí Popkov po vraždě spálil, z dalšího vyřízl srdce. Vrah zanechával těla obětí v blízkosti Angarsku v lesích poblíž okresních silnic oddělujících se od hlavních dálnic v oblasti (Sibiřský trakt, dálnice Krasnojarsk – Irkutsk). 26 z 29 žen bylo nalezeno již mrtvých, tři další byly smrtelně zraněné a zemřely v nemocnici. Pouze dvě oběti, Světlana Misjavičus a Jevgenija Protasova, byly včas nalezeny a Popkovův útok s těžkými zraněními přežily.

## Vyšetřování
Podobnost v modu operandi a typu oběti vedla vyšetřovatele k domněnce, že vraždy byly spáchány jediným člověkem. V roce 1998 se po Angarsku rozšířila zpráva, že ve městě řádí maniak. V prosinci téhož roku byla vytvořena vyšetřovací skupina. V tomto bodě vyšetřování bylo vrahovi připisováno 24 obětí.
Během následujícího půldruhého roku vyšetřování nezaznamenalo žádný pokrok, skupina byla proto v červnu 2000 posílena o další členy; byl k ní přičleněn i známý vyšetřovatel Nikolaj Nikolajevič Kitajev. Kitajev zjistil nedostatky ve vyšetřování dalších zločinů v oblasti Angarsku a celkově špatnou práci tamní policie. Upozorňoval zejména na případ z 28. ledna 1998, kdy byla ve sněhu na sídlišti Bajkalsk v Angarsku nalezena nahá nezletilá dívka v bezvědomí po několika úderech do hlavy. Oběť byla znásilněna. Případ se začal vyšetřovat až po téměř šesti měsících po četných stížnostech matky oběti; v červnu oběť byla schopná poskytnout popis pachatele. Jak se ukázalo, večer 27. ledna jí řidič miličního auta oblečený v milicionářské uniformě nabídl svezení; dívka souhlasila, muž ji ale odvezl do lesa, donutil ji se svléknout a bil jí hlavou o strom, dokud neztratila vědomí. Probrala se až v nemocnici. Během vyšetřování dívka útočníka identifikovala jako staršího seržanta angarské milice. Kitajev poukázal na to, že při vyšetřování tohoto případu nebyla vůbec vykonána prohlídka soudními lékaři a nebylo ani zjištěno alibi zmíněného seržanta, který žil zhýralým životem a nakazil svou partnerku syfilidou. V březnu 2001 byl Kitajev při reorganizaci místních úřadů z vyšetřování odvolán.
V polovině prvního desetiletí 21. století se vyšetřovatelé domnívali, že pachatel přestal vraždit, ve skutečnosti však Popkov jen pozměnil svůj modus operandi a místo, kde vyhledával oběti, proto další vraždy nebyly považovány za součást téže série.

## Zatčení a soud
Koncem roku 2010 bylo v Irkutsku založeno oblastní centrum pro testování DNA, takže mohly být testy prováděny rychleji – bylo možno prověřit asi 400 lidí ročně. Podezřelých (vytipovaných podle stop pneumatik nalezených na místě činu) bylo asi 600 a byli testováni podle abecedy – k Popkovovi se tedy vyšetřovatelé dostali v březnu 2012. V roce 2012 Vyšetřovací výbor Ruské federace znovuotevřel dlouho uzavřený a zdánlivě beznadějný případ. Již v březnu 2012 umožnily výsledky testu DNA na oběti znásilnění z roku 2003 identifikaci viníka, kterým se ukázal být Michail Popkov – milicionář, který se sám podílel na předchozím vyšetřování tohoto zločinu. 23. června téhož roku byl Popkov ve vlaku do Vladivostoku, kde si chtěl koupit nové auto, zatčen za znásilnění a vraždu tří žen v březnu, červnu a prosinci roku 1997, bez odporu se vzdal a ochotně se přiznal k dalším desítkám vražd.
Jeho kolegy, přátele a sousedy Popkovovo zatčení šokovalo, označili ho za příkladného otce rodiny a slušného člověka. Popkovova žena Jelena a dcera Jekatěrina, která pracuje jako učitelka, ho během procesu a bezprostředně po něm podporovaly a veřejně prohlašovaly, že věří v jeho nevinu; objevily se také v televizním pořadu Pusť govorjat. Po rozsudku se přestěhovaly z Angarsku do jiného města. Později Jekatěrina možnost, že by její otec byl vrah, připustila a uvedla, že podstupuje psychiatrickou terapii.
Popkov sám o svých vraždách řekl, že se považoval za „čističe“ a útočil pouze na ženy, které „žily nevázaným životem“ a které „nechaly muže a děti doma a flámovaly jako o život“. Údajně opilým ženám, kterým nabídl svezení, vždy nejprve navrhl pohlavní styk; pokud ženy odmítly, neútočil na ně a v pořádku je odvezl domů, pokud však s návrhem souhlasily, měl s nimi pohlavní styk a následně je zabil. Ačkoli byl shledán vinným i ze znásilnění, sám toto obvinění vždy popíral a trval na tom, že pohlavní styk byl ve všech případech konsenzuální a násilí vůči obětem použil až po něm. Přiznal také, že s vraždami přestal kvůli erektilní dysfunkci, jejíž příčinou byla zanedbaná pohlavní choroba. Popkov při výslechu uvedl, že nejednal sám, odmítl však identifikovat svého komplice.
V srpnu 2012 se v médiích objevila zpráva, že se Popkov ve vyšetřovací vazbě pokusil oběsit, vězeňská služba ji však dementovala.
31. října 2013 byl Popkov obviněn ze 22 vražd a ze dvou pokusů o vraždu, kterých se dopustil v Angarsku a okolí v letech 1994–2000. V květnu 2014 stanul před soudem. Vyšetřovací spis měl 195 svazků, bylo provedeno více než 300 soudnělékařských a kriminalistických expertiz, 2500 testů DNA a vyslechnuto více než 2000 svědků. 14. ledna 2015 irkutský oblastní soud odsoudil Popkova k doživotnímu odnětí svobody v kolonii se zvláštním režimem. V roce 2018 si trest odpykával v kolonii Černý delfín (Чёрный дельфин) v Sol-Ilecku v Orenburské oblasti.
Po vynesení rozsudku se Popkov přiznal k 59 dalším vraždám. 27. března 2017 byl obviněn z dalších 60 zločinů – 59 vražd a jednoho pokusu o vraždu. Podle expertiz předložených při druhém vyšetřování Popkov netrpí žádnou psychickou chorobou, má ale sadistické sklony a homicidomanii, tedy psychologickou touhu vraždit. Během druhého soudu byla obžaloba ze tří zločinů stažena pro nedostatek důkazů. 10. prosince 2018 irkutský oblastní soud shledal Popkova vinným z dalších 56 vražd a odsoudil ho k druhému doživotnímu vězení; dvěma obětem bylo přiznáno odškodnění za morální újmu v celkové výši 1,9 milionu rublů. Popkov byl navíc degradován ze své miliční hodnosti a tak zbaven důchodu ve výši 24 000 rublů, který do té doby pobíral. Popkov podal odvolání jednak proti rozhodnutí o degradaci, jednak proti tomu, že byl shledán vinným z několika prvních vražd, protože ty už byly promlčené.
Podle těchto dvou rozsudků tedy Popkov v letech 1992–2010 zavraždil celkem 78 lidí včetně milicionáře, kterého zavraždil v roce 1999.
V roce 2020 byl Popkov přesunut do trestanecké kolonie Torbejevskij central v Mordvinsku. Téhož roku se přiznal k dalším dvěma vraždám. Irkutský oblastní soud jej za ně 4. června 2021 odsoudil k dalším devíti letům vězení, čímž celkový počet jeho prokázaných obětí stoupl na 80. Vyšetřovatelé nicméně věří, že obětí je pravděpodobně více než sto a snad až 200; Popkov sám prohlásil, že své oběti nepočítal, ale že „na lov“, jak své vraždění nazýval, vyjížděl během svého aktivního období několikrát měsíčně; nevylučuje, že si „vzpomene“ ještě na další vraždy. Jak v rozhovoru sám řekl novinářům, k posledním dvěma vraždám se přiznal jen proto, že byl z nucených prací v trestanecké kolonii již unavený a chtěl „dovolenou“ u soudu v Irkutsku. Vyjádřil nicméně lítost nad svými činy a prohlásil, že by bylo lepší, kdyby byl potrestán smrtí, což nicméně ruské právo neumožňuje. Popkov se údajně rád chlubí spoluvězňům, že svými činy překonal slavného sériového vraha Andreje Čikatila, který byl odsouzen za 52 vražd a přiznal se k 56.
V lednu 2023 vyjádřil přání připojit se k tzv. Wagnerově skupině a bojovat s ní proti Ukrajině.